# ハックルベリー・フィン症候群
ハックルベリー・フィン症候群（ハックルベリーフィンしょうこうぐん、英：The Huck Finn syndrome）は、規律を嫌い、自由を求める症状のこと。たとえば学校に通わない、仕事が長続きしない、欠勤が多い、ゲーム漬けになってしまうなどの症状に象徴される症候群。

## 語源
マーク・トウェインの小説『ハックルベリー・フィンの冒険』や『トム・ソーヤーの冒険』に登場する少年「ハックルベリー・フィン」に由来している。

## 症状
心理学者のJ・C・セガンによると、しばしば小さい頃の反抗期として始まり、大人になっても仕事が長続きしない、しょっちゅう欠勤するといった症状に至るという。また、両親からの拒絶や劣等感などへの反応として発症すると考えられている。